# Биттерфельд (район)
Биттерфельд (нем. Bitterfeld) — бывший район в Германии. Центром района являлся город Биттерфельд. Входил в землю Саксония-Анхальт. Занимает площадь 509,96 км². Население 99 078 чел. Плотность населения 196 человек/км².
С 1 января 2007 года вошёл в состав района Анхальт-Биттерфельд.
Официальный код района 15 1 54.
Район подразделяется на 32 общины.

## Города и общины
1. Зандерсдорф (9 658)
2. Цёрбиг (9 680)

Объединения общин
Управление Биттерфельд
1. Биттерфельд (15 709)
2. Брена (2 974)
3. Фридерсдорф (1 964)
4. Глебич (659)
5. Хольцвайссиг (3 189)
6. Мюльбек (965)
7. Петерсрода (622)
8. Ройч (2 608)

Управление Мульдестаузее-Шмерцбах
1. Бургемниц (822)
2. Госса (885)
3. Грёберн (645)
4. Крина (720)
5. Мульденштайн (2 145)
6. Плодда (464)
7. Поух (1 712)
8. Рёза (921)
9. Шлайц (1 005)
10. Швемзаль (657)

Управление Рагун
1. Альтесниц (492)
2. Йесниц (3 757)
3. Марке (400)
4. Рагун (3 707)
5. Ретцау (394)
6. Ширау (855)
7. Турланд (417)
8. Торнау-фор-дер-Хайде (494)

Управление Вольфен
1. Боббау (1 679)
2. Греппин (2 807)
3. Тальхайм (1 506)
4. Вольфен (24 566)